# 小节

各種不同的小節線.

小節是音樂作品中最基本的有規律的節奏單位，表示樂曲強弱起伏的基本結構。每個小節內含有和拍號標明的拍子數相同的節拍。一個小節通常以強拍開始，稱為完全小節。所有小節重複前面小節的節拍，如三拍子，一個小節內會有強-弱-弱三拍，四拍子一個小節內有強-弱-次強-弱四拍，其他小節反復進行。
以弱拍開頭的小節，叫做“弱起小節”。弱起小節開頭的樂曲有兩種，一種是直接以完全小節結尾，一種是在最後一個小節中加上一個強拍，使其和弱起小節的拍子總數合在一起成為一個完整的小節。這種結尾的小節稱為“不完全小節”。。

## 小节线
樂譜中以縱線分割各個小節，這個縱線叫“小節線”。依不同的指示用途，小節線分為單小節線，雙小節線。單小節線是一條垂直線，通常畫在第一拍前。雙小節線則有兩種：用來分隔樂曲各部分時，會畫成兩條等粗的細線；作為樂曲的結束的稱為終止線，是內細外粗的雙直線。當樂曲需要重複時，重複的部分也會用內細外粗的雙直線表示，並且在細線旁加上垂直的兩個點。
大部分的作品都會使用小節線以清楚地標示節奏。但例如中國音樂在內的許多民族音樂並不使用類似小節線的符號。另外，法國作曲家薩提的許多作品都不使用小節線。